# Riu Lliser
El riu Lliser és un barranc del Pallars Sobirà, que neix a la serra Plana i desemboca al torrent de Berrós.